# شیر طلایی
شیر طلایی (ایتالیایی: Leone d'Oro) بزرگ‌ترین جایزه‌ای است که در جشنوارهٔ فیلم ونیز به یک فیلم داده می‌شود. این جایزه در سال ۱۹۴۹ توسط کمیته سازماندهی آغاز شد و اکنون به عنوان یکی از معتبرترین و برجسته‌ترین جوایز صنعت سینما شناخته می‌شود. در سال ۱۹۷۰ اهدای دومین شیر طلایی آغاز شد. این جایزهٔ افتخاری برای افرادی است که نقش مهمی در سینما داشته‌اند.
شیر طلایی در سال ۱۹۴۹ با عنوان «شیر طلایی سنت مارک» آغاز شد (شیر بالداری که بر روی پرچم جمهوری ونیز نمایان است). پیش از آغاز اعطای شیر طلایی (در سال‌های ۱۹۴۷ و ۱۹۴۸) جایزه‌ای معادل آن با عنوان جایزهٔ بین‌المللی بزرگ ونیز (Gran Premio Internazionale di Venezia) اهدا می‌شد. قبل از آن، از سال ۱۹۳۴ تا ۱۹۴۲ بزرگ‌ترین جایزه، جام موسولینی (Coppa Mussolini) برای بهترین فیلم ایتالیایی و بهترین فیلم خارجی بود. بین سالهای ۱۹۶۹ و ۱۹۷۹ شیر طلایی اهدا نشد.

## شیر طلایی
فیلم‌های زیر جوایز شیر طلایی یا جوایز اصلی جشنواره فیلم ونیز را دریافت کردند:
| سال                                                    | عنوان                                      | عنوان اصلی                                         | کارگردان            | کشور                             |
| ------------------------------------------------------ | ------------------------------------------ | -------------------------------------------------- | ------------------- | -------------------------------- |
| دههٔ ۱۹۴۰                                               |                                            |                                                    |                     |                                  |
| ۱۹۴۶–۱۹۴۸ - با عنوان جایزهٔ بین‌المللی بزرگ ونیز اعطا شد |                                            |                                                    |                     |                                  |
| ۱۹۴۶                                                   | جنوبی                                      | The Southerner                                     | ژان رنوآر           | ایالات متحدهٔ آمریکا              |
| ۱۹۴۷                                                   | اعتصاب                                     | Siréna                                             | کارل استکلی         | چکسلواکی                         |
| ۱۹۴۸                                                   | هملت                                       | Hamlet                                             | لارنس الیویه        | بریتانیا                         |
| ۱۹۴۹-اکنون- با عنوان شیر طلایی اعطا شد                 |                                            |                                                    |                     |                                  |
| ۱۹۴۹                                                   | منون                                       | Manon                                              | آنری-ژرژ کلوزو      | فرانسه                           |
| دههٔ ۱۹۵۰                                               |                                            |                                                    |                     |                                  |
| ۱۹۵۰                                                   | عدالت اجرا شد                              | Justice est faite                                  | آندره کایات         | فرانسه                           |
| ۱۹۵۱                                                   | راشومون                                    | Rashōmon                                           | آکیرا کوروساوا      | ژاپن                             |
| ۱۹۵۲                                                   | بازی‌های ممنوعه                             | Jeux interdits                                     | رنه کلمان           | فرانسه                           |
| ۱۹۵۳                                                   | اعطا نشد                                   | اعطا نشد                                           | اعطا نشد            | اعطا نشد                         |
| ۱۹۵۴                                                   | رومئو و ژولیت                              | Romeo and Juliet                                   | رناتو کاستلانی      | ایتالیا                          |
| ۱۹۵۵                                                   | اردت                                       | Ordet                                              | کارل تئودور درایر   | دانمارک                          |
| ۱۹۵۶                                                   | اعطا نشد                                   | اعطا نشد                                           | اعطا نشد            | اعطا نشد                         |
| ۱۹۵۷                                                   | آپاراجیتو                                  | Aparajito                                          | ساتیاجیت رای        | هند                              |
| ۱۹۵۸                                                   | ریکشا ران                                  | Muhomatsu no issho                                 | هیروشی ایناگاکی     | ژاپن                             |
| ۱۹۵۹                                                   | ژنرال دلا روره (مشترک)                     | Il generale della Rovere                           | روبرتو روسلینی      | ایتالیا                          |
| ۱۹۵۹                                                   | جنگ بزرگ (مشترک)                           | La grande guerra                                   | ماریو مونیچلی       | ایتالیا                          |
| دههٔ ۱۹۶۰                                               |                                            |                                                    |                     |                                  |
| ۱۹۶۰                                                   | فردا نوبت من است                           | Le passage du Rhin                                 | آندره کایات         | فرانسه                           |
| ۱۹۶۱                                                   | سال گذشته در مارین‌باد                      | L'année dernière à Marienbad                       | آلن رنه             | فرانسه                           |
| ۱۹۶۲                                                   | خاطرات خانواده (مشترک)                     | Cronaca familiare                                  | والریو زورلینی      | ایتالیا                          |
| ۱۹۶۲                                                   | کودکی ایوان (مشترک)                        | Ivanovo detstvo                                    | آندری تارکوفسکی     | شوروی                            |
| ۱۹۶۳                                                   | دست‌ها روی شهر                              | Le mani sulla città                                | فرانچسکو رزی        | ایتالیا                          |
| ۱۹۶۴                                                   | صحرای سرخ                                  | Il deserto rosso                                   | میکل‌آنجلو آنتونیونی | ایتالیا                          |
| ۱۹۶۵                                                   | ساندرا                                     | Vaghe stelle dell'Orsa ...                         | لوکینو ویسکونتی     | ایتالیا                          |
| ۱۹۶۶                                                   | نبرد الجزیره                               | La battaglia di Algeri                             | جیلو پونته‌کوروو     | ایتالیا، الجزیره                 |
| ۱۹۶۷                                                   | زیبای روز                                  | Belle de jour                                      | لوئیس بونوئل        | فرانسه                           |
| ۱۹۶۸                                                   | سیرک‌بازان زیر گنبد سیرک: سرگشته            | Die Artisten in der Zirkuskuppel: Ratlos           | آلکساندر کلوگه      | آلمان غربی                       |
| ۱۹۶۹–۷۹                                                | اعطا نشد                                   | اعطا نشد                                           | اعطا نشد            | اعطا نشد                         |
| دههٔ ۱۹۸۰                                               |                                            |                                                    |                     |                                  |
| ۱۹۸۰                                                   | آتلانتیک سیتی (مشترک)                      | Atlantic City                                      | لویی مال            | کانادا، فرانسه                   |
| ۱۹۸۰                                                   | گلوریا (مشترک)                             | Gloria                                             | جان کاساوتیس        | ایالات متحدهٔ آمریکا              |
| ۱۹۸۱                                                   | ماریانه و یولیانه                          | Die Bleierne Zeit                                  | مارگارته فون تروتا  | آلمان غربی                       |
| ۱۹۸۲                                                   | وضعیت چیزها                                | Der Stand der Dinge                                | ویم وندرس           | آلمان غربی                       |
| ۱۹۸۳                                                   | نام کوچک: کارمن                            | Prénom Carmen                                      | ژان-لوک گدار        | فرانسه                           |
| ۱۹۸۴                                                   | سالی از خورشید خاموش                       | Rok spokojnego słońca                              | کشیشتف زانوسی       | لهستان                           |
| ۱۹۸۵                                                   | خانه‌به‌دوش                                  | Sans toit ni loi                                   | آنیس واردا          | فرانسه                           |
| ۱۹۸۶                                                   | پرتو سبز                                   | Le rayon vert                                      | اریک رومر           | فرانسه                           |
| ۱۹۸۷                                                   | خداحافظ بچه‌ها                              | Au revoir les enfants                              | لویی مال            | فرانسه                           |
| ۱۹۸۸                                                   | افسانه دائم‌الخمر مقدس                      | La leggenda del santo bevitore                     | ارمانو اولمی        | ایتالیا                          |
| ۱۹۸۹                                                   | شهر اندوه                                  | Bei qing cheng shi                                 | هو شیائو-شین        | تایوان                           |
| دههٔ ۱۹۹۰                                               |                                            |                                                    |                     |                                  |
| ۱۹۹۰                                                   | روزنکرانتز و گیلدنسترن مرده‌اند             | Rosencrantz & Guildenstern Are Dead                | تام استاپارد        | بریتانیا، ایالات متحدهٔ آمریکا    |
| ۱۹۹۱                                                   | نزدیک بهشت                                 | Urga                                               | نیکیتا میخالکوف     | شوروی                            |
| ۱۹۹۲                                                   | داستان کیوجو                               | Qiu Ju da guan si                                  | ژانگ ییمو           | چین                              |
| ۱۹۹۳                                                   | برش‌های کوتاه (مشترک)                       | Short Cuts                                         | رابرت آلتمن         | ایالات متحدهٔ آمریکا              |
| ۱۹۹۳                                                   | سه رنگ: آبی (مشترک)                        | Trois couleurs: Bleu                               | کریشتوف کیشلوفسکی   | فرانسه، لهستان                   |
| ۱۹۹۴                                                   | زنده‌باد عشق (مشترک)                        | Ai qing wan sui                                    | سای مینگ-لیانگ      | تایوان                           |
| ۱۹۹۴                                                   | پیش از باران (مشترک)                       | Пред дождот (Pred doždot)                          | میلچو مانچفسکی      | مقدونیه شمالی                    |
| ۱۹۹۵                                                   | سایکلو                                     | Xich lo                                            | تران آن هونگ        | فرانسه، ویتنام                   |
| ۱۹۹۶                                                   | مایکل کولینز                               | Michael Collins                                    | نیل جردن            | ایرلند                           |
| ۱۹۹۷                                                   | آتش‌بازی                                    | Hana-bi                                            | تاکشی کیتانو        | ژاپن                             |
| ۱۹۹۸                                                   | آن‌طور که ما خندیدیم                        | Così ridevano                                      | جانی آملیو          | ایتالیا                          |
| ۱۹۹۹                                                   | نه یکی کمتر                                | Yi ge dou bu neng shao                             | ژانگ ییمو           | چین                              |
| دههٔ ۲۰۰۰                                               |                                            |                                                    |                     |                                  |
| ۲۰۰۰                                                   | دایره                                      | دایره                                              | جعفر پناهی          | ایران                            |
| ۲۰۰۱                                                   | عروسی مانسون                               | Monsoon Wedding                                    | میرا نایر           | ایالات متحدهٔ آمریکا، هند         |
| ۲۰۰۲                                                   | خواهران مگدالن                             | The Magdalene Sisters                              | پیتر مولان          | ایرلند                           |
| ۲۰۰۳                                                   | بازگشت                                     | Vozvrashcheniye                                    | آندری زویاگینتسف    | روسیه                            |
| ۲۰۰۴                                                   | ورا دریک                                   | Vera Drake                                         | مایک لی             | بریتانیا                         |
| ۲۰۰۵                                                   | کوهستان بروکبک                             | Brokeback Mountain                                 | انگ لی              | ایالات متحدهٔ آمریکا              |
| ۲۰۰۶                                                   | طبیعت بی‌جان                                | Sanxia haoren                                      | جیا ژانکو           | چین                              |
| ۲۰۰۷                                                   | شهوت، احتیاط                               | Se, jie                                            | انگ لی              | ایالات متحدهٔ آمریکا، چین، تایوان |
| ۲۰۰۸                                                   | کشتی‌گیر                                    | The Wrestler                                       | دارن آرونوفسکی      | ایالات متحدهٔ آمریکا              |
| ۲۰۰۹                                                   | لبنان                                      | Lebanon                                            | ساموئل مائوز        | اسرائیل                          |
| دههٔ ۲۰۱۰                                               |                                            |                                                    |                     |                                  |
| ۲۰۱۰                                                   | یک جایی                                    | Somewhere                                          | سوفیا کوپولا        | ایالات متحدهٔ آمریکا              |
| ۲۰۱۱                                                   | فاوست                                      | Faust                                              | الکساندر سوکوروف    | روسیه                            |
| ۲۰۱۲                                                   | پیتا                                       | Pietà                                              | کیم کی-دوک          | کره جنوبی                        |
| ۲۰۱۳                                                   | سکرو جی. ئه‌ره. آ                           | Sacro GRA                                          | جانفرانکو رزی       | ایتالیا                          |
| ۲۰۱۴                                                   | کبوتری برای تأمل در باب هستی روی شاخه نشست | En duva satt på en gren och funderade på tillvaron | روی آندرسون         | سوئد                             |
| ۲۰۱۵                                                   | از راه دور                                 | Desde allá                                         | لورنزو ویگاس        | ونزوئلا                          |
| ۲۰۱۶                                                   | زنی که رفت                                 | Ang Babaeng Humayo                                 | لاو دیاز            | فیلیپین                          |
| ۲۰۱۷                                                   | شکل آب                                     | The Shape of Water                                 | گیرمو دل تورو       | ایالات متحدهٔ آمریکا              |
| ۲۰۱۸                                                   | رما                                        | Roma                                               | آلفونسو کوارون      | مکزیک                            |
| ۲۰۱۹                                                   | جوکر                                       | Joker                                              | تاد فیلیپس          | ایالات متحده آمریکا              |
| دههٔ ۲۰۲۰                                               |                                            |                                                    |                     |                                  |
| ۲۰۲۰                                                   | عشایر                                      | Nomadland                                          | کلویی ژائو          | ایالات متحده آمریکا              |
| ۲۰۲۱                                                   | رویداد                                     | L'Événement                                        | اودری دیوان         | فرانسه                           |
| ۲۰۲۲                                                   | تمام زیبایی و خون‌ریزی                      | All the Beauty and the Bloodshed                   | لورا پویترس         | ایالات متحده آمریکا              |

### بررسی آماری
به چهارده فیلم فرانسوی شیر طلایی اهدا شده‌است که بیشتر از هر ملیتی دیگر است. قابل توجه است که جوایز شیر طلایی گرایش به مردان اروپایی دارد: ۳۳ تا از ۵۴ جایزه متعلق به مردان اروپایی بود (شامل روسیه و اتحاد جماهیر شوروی). این گرایش به قبل از سال ۱۹۸۰ برمی‌گردد، قبل از این سال ۳ تا از ۲۱ جایزه متعلق به غیر اروپایی‌ها بود. از سال ۱۹۴۹ تنها چند زن موفق به دریافت شیر طلایی برای کارگردانی شدند. میرا نایر کارگردان هندی‌تبار، سوفیا کوپولا، مارگارته فون تروتا آلمانی، آنیس واردا بلژیکی، کلویی ژائو فیلمساز چینی‌تبار، آدری دیوان کارگردان فرانسوی-لبنانی و لورا پویترس کارگردان آمریکایی؛ تنها زنان فیلمسازی هستند که شیر طلایی را دریافت کردند و نکته قابل توجه این است که در دهه ۲۰۲۰ تا به امروز برای سه بار پیاپی زنان فیلمساز برنده این جایزه شدند. آمریکایی‌های بی‌شماری برنده جایزه افتخاری در جشنواره شدند، آنها تنها ۴ بار موفق به دریافت شیر طلایی شدند با جوایزی برای جان کاساوت و رابرت آلتمن (در هر دو بار جوایز با برندگان دیگر به‌طور مشترک بود)، به علاوه دارن آرونوفسکی (اولین آمریکایی که به تنهایی جایزه را برد) و سوفیا کوپولا (اولین زن آمریکایی برنده جایزه) و در سال ۲۰۰۰ جعفر پناهی از ایران به خاطر فیلم دایره برنده این جایزه شد.

## جایزهٔ شیر طلایی افتخاری
| سال  | برنده(ها) |
| ---- | --- |
| ۱۹۶۹ | لوئیس بونوئل |
| ۱۹۷۰ | اورسن ولز |
| ۱۹۷۱ | اینگمار برگمان، مارسل کارنه، و جان فورد |
| ۱۹۷۲ | چارلی چاپلین، آناتولی گولونیا، و بیلی وایلدر |
| ۱۹۸۲ | آلساندرو بلازتی، لوئیس بونوئل، فرانک کاپرا، جرج کیوکر، ژان-لوک گدار، سرگی یوتکویچ، آلکساندر کلوگه، آکیرا کوروساوا، مایکل پاول، ساتیاجیت رای، کینگ ویدور، و چزاره زاواتینی |
| ۱۹۸۳ | میکل‌آنجلو آنتونیونی |
| ۱۹۸۵ | مانوئل دی الیویرا، جان هیوستون، و فدریکو فلینی |
| ۱۹۸۶ | برادران تاویانی |
| ۱۹۸۷ | لوئیجی کومنچینی و جوزف ال. منکیه‌ویچ |
| ۱۹۸۸ | یوریس ایونس |
| ۱۹۸۹ | روبر برسون |
| ۱۹۹۰ | مارچلو ماسترویانی و میکلوش یانچو |
| ۱۹۹۱ | ماریو مونیچلی و جان ماریا ولونته |
| ۱۹۹۲ | ژن مورو، فرانسیس فورد کوپولا، و پائولو ویلاجیو |
| ۱۹۹۳ | استیون اسپیلبرگ، رابرت دنیرو، رومن پولانسکی، و کلودیا کاردیناله |
| ۱۹۹۴ | آل پاچینو، سوزو چکی دامیکو، و کن لوچ |
| ۱۹۹۵ | وودی آلن، مونیکا ویتی، مارتین اسکورسیزی، آلبرتو سوردی، انیو موریکونه، جوزپه د سانتیس، گوفردو لومباردو، و آلن رنه                                                          |
| ۱۹۹۶ | رابرت آلتمن، ویتوریو گاسمن، داستین هافمن، و میشل مورگان |
| ۱۹۹۷ | ژرار دوپاردیو، استنلی کوبریک، و آلیدا والی |
| ۱۹۹۸ | وارن بیتی، سوفیا لورن، و آندری وایدا |
| ۱۹۹۹ | جری لوئیس |
| ۲۰۰۰ | کلینت ایستوود |
| ۲۰۰۱ | اریک رومر |
| ۲۰۰۲ | دینو ریسی |
| ۲۰۰۳ | دینو دلارنتیس و عمر شریف |
| ۲۰۰۴ | استنلی دانن و مانوئل دی الیویرا |
| ۲۰۰۵ | هایائو میازاکی و استفانیا ساندرلی |
| ۲۰۰۶ | دیوید لینچ |
| ۲۰۰۷ | تیم برتون و برناردو برتولوچی |
| ۲۰۰۸ | ارمانو اولمی |
| ۲۰۰۹ | جان لستر، برد برد (کارگردان), پیت داکتر، اندرو استنتون، و لی آنکریچ |
| ۲۰۱۰ | جان وو |
| ۲۰۱۱ | مارکو بلوکیو |
| ۲۰۱۲ | فرانچسکو رزی |
| ۲۰۱۳ | ویلیام فریدکین |
| ۲۰۱۴ | تلما شونمیکر و فردریک وایزمن |
| ۲۰۱۵ | برتران تاورنیه |
| ۲۰۱۶ | ژان-پل بلموندو و یژی اسکولیموفسکی |
| ۲۰۱۷ | جین فوندا و رابرت ردفورد |
| ۲۰۱۸ | دیوید کراننبرگ و ونسا ردگریو |
| ۲۰۱۹ | پدرو آلمودوار و جولی اندروز |
| ۲۰۲۰ | تیلدا سوئینتن و آن هوی |
| ۲۰۲۱ | روبرتو بنینی و جیمی لی کورتیس |

## برندگان چندباره
- آندره کایات (۱۹۵۰، ۱۹۶۰) فرانسه
- لویی مال (۱۹۸۰، ۱۹۸۷) فرانسه
- ژانگ ییمو (۱۹۹۲، ۱۹۹۹) چین
- انگ لی (۲۰۰۵، ۲۰۰۷) تایوان